# Xã Riley, Quận St. Clair, Michigan
Xã Riley (tiếng Anh: Riley Township) là một xã thuộc quận St. Clair, tiểu bang Michigan, Hoa Kỳ. Năm 2010, dân số của xã này là 3.353 người.